# Джейсън Сийгъл
Джейсън Джордан Сийгъл (на английски: Jason Jordan Segel) (роден на 18 януари 1980 г.) е американски актьор, най-известен с ролята си на Маршъл Ериксен в ситкома „Как се запознах с майка ви“ на CBS.

## Книги

### Серия „Кошмари!“ (Nightmares!) – сКирстен Милър
1. Nightmares! (2014)
2. The Sleepwalker Tonic (2015)
3. The Lost Lullaby (2016)

### Серия „Друг свят“ (Otherworld) – с Кирстен Милър
1. Otherworld (2017)
Друг свят, изд.: ИК „Бард“, София (2018), прев. Валерий Русинов
2. OtherEarth (2018)

### Документалистика
- Everything You Need to Know About Nightmares! (2017) – с Кирстен Милър